# John Ferris (natation)
Pour les articles homonymes, voir John Ferris.
John Ferris (né le 24 juillet 1949 à Sacramento et mort le 13 septembre 2020) est un nageur américain. Lors des Jeux olympiques d'été de 1968 disputés à Mexico il remporte deux médailles de bronze dans les épreuves du 200 m papillon et du 200 m 4 nages.

## Palmarès
- médaille de bronze au 200 m papillon aux Jeux olympiques de Mexico en 1968
- médaille d'or au relais 200 m 4 nages aux Jeux olympiques de Mexico en 1968